# A.K. Burns
A.K. Burns (nascida Aisha Khalilah Burnes; Capitola, Califórnia, 1975) é uma artista interdisciplinar e educadora sediada em Nova Iorque que trabalha com vídeo, instalação, escultura, desenho-colagem, escrita e colaboração. Trabalhando por meio de uma lente transfeminista, Burns explora a conexão entre linguagem e materialidade. Suas obras de arte questionam os sistemas hegemônicos e seu impacto sobre gênero, trabalho, ecologia e sexualidade. A.K. Burns é professora associada e codiretora do Mestrado em Belas artes do Hunter College, Departamento de Arte e História da Arte. Burns é bolsista do Prêmio Berlim 2023 na Academia Americana em Berlim e bolsista Guggenheim 2021 em Belas Artes. Burns tem obras em várias coleções públicas, incluindo o Museu de Arte Moderna e o Museu Whitney de Arte Americana. Atualmente, Burns é representada pela Galeria Michel Rein, em Paris/Bruxelas, e pela Video Data Bank, em Chicago. Burns é não binária e não tem pronome preferencial.

## Infância e carreira
Burns nasceu em Capitola, Califórnia, em 1975, filha de Sisene Strehl (nascida Sisene Bunn) e Peter Burnes. Strehl saiu de casa aos dezesseis anos e conheceu Burnes alguns anos depois em Santa Cruz, Califórnia. Eles se casaram em 1975 em uma cerimônia oficiada por um sacerdote sique em uma floresta de sequoias e se divorciou quando Burns tinha três anos, ambos se casando novamente posteriormente. Burnes trabalhou posteriormente na Universidade Stanford como especialista em saúde e segurança ambiental. Strehl teve vários empregos temporários, incluindo faxineira, turno da noite em uma fábrica de lasers, professora de inglês como segunda língua e, mais tarde, ingressou em uma escola pública autônoma não presencial, fundada para apoiar o ensino domiciliar, onde trabalhou como bibliotecária e orientadora universitária. Burns tem cinco meio-irmãos do segundo e terceiro casamentos de sua mãe. Burns recebeu uma educação alternativa na área de South Bay, mudando-se entre a casa de seu pai em Palo Alto e a casa de sua mãe em Mountain View. Quando Burns tinha 14 anos, sua mãe se mudou para San Andreas, Califórnia, devido às dificuldades financeiras de criar uma família numerosa.
Quando criança, Burns foi profundamente influenciada a se tornar uma artista pelo tempo que passou pintando com sua avó, Cecine Bunn Stadden. Burns frequentou a Henry M. Gunn High School em Palo Alto e a Escola de Design de Rhode Island, onde se formou em 1998 com um diploma em design gráfico. Após a faculdade, Burns mudou-se para Oakland, Califórnia, onde, aos 23 anos, fundou sua própria empresa e estúdio de design, Tumbleweed, especializada em design gráfico para organizações artísticas, livros e organizações sem fins lucrativos. Em 2001, ela iniciou um projeto de galeria chamado Ego Park no mesmo espaço onde a Tumbleweed estava localizada em Oakland, com o artista Kevin Slagle.

## Primeiros trabalhos
Burns mudou-se para Nova Iorque em 2003, onde foi apresentada ao coletivo Lesbians to the Rescue (LTTR) pela sua ex-parceira Lanka Tattersall. Burns trabalhou em estreita colaboração com o LTTR, tanto como designer gráfica para a publicação como artista colaboradora. A vasta comunidade de artistas queer que Burns conheceu através do LTTR foi fundamental para as suas colaborações posteriores. Em 2007, Burns começou seu mestrado em escultura na Milton Avery Graduate School of the Arts, no Bard College. No primeiro dia de aula no Bard, Burns conheceu sua futura esposa, Katherine Hubbard, que estava fazendo mestrado em fotografia. Burns e Hubbard passaram a colaborar em muitos projetos, começando com The Brown Bear: Neither Particular nor General, uma performance que intencionalmente combinava o salão de cabeleireiro e de arte como um local de engajamento público, desenvolvida durante uma residência no Recess em 2010, e The Poetry Parade, uma intervenção literária feminista temática itinerante que ocorreu nas coleções de museus de arte pública no Museu de Arte Moderna em 2012 e no Museu Whitney de Arte Americana em 2015. O tempo de Burns na Bard resultou em uma série de outras colaborações importantes. Em 2009, Burns cofundou a Randy Magazine com a fotógrafa, galerista e editora sueca Sophie Mörner. A Randy era um projeto editorial e curatorial que reunia perspectivas transfeministas celebrando a política da arte, da sexualidade e da estética. As edições da Randy foram compiladas em 2016 no livro Randy 2010–2013, publicado pela Capricious Publishing.

### Artista Profissional e a Macroeconomia (W.A.G.E.)
Em 2008, Burns cofundou a Artista Profissional e a Macroeconomia (W.A.G.E.), uma organização de defesa dos artistas criada para apoiar relações fiscais equitativas entre os artistas e as instituições artísticas que os contratam. Os primeiros discursos públicos da organização foram proferidos no Park Avenue Armory, por ocasião da Cúpula Democracy Now Creative Time, em 2008. Em 2012, quando a W.A.G.E. evoluiu de um coletivo ativista para uma organização sem fins lucrativos 501 c-3 que certifica organizações artísticas ao nível nacional, Burns passou de organizadora principal a membro do conselho, deixando a W.A.G.E. em 2015 para se concentrar no ensino e em sua carreira artística.

### Community Action Center(2010)
Durante seu primeiro ano como estudante de mestrado na Milton Avery Graduate School of the Arts do Bard College, Burns começou a colaborar com A.L. Steiner no W.A.G.E. e no Community Action Center, um projeto de vídeo de canal único que arquiva uma comunidade intergeracional construída com base na colaboração, amizade, sexo e arte. Inspirado nos filmes pornográficos românticos e de libertação gay dos anos 1960 e 1970, o trabalho reexamina como o sexo e a sexualidade são retratados e imaginados para corpos marginalizados — em particular para mulheres, pessoas trans e não binárias. O trabalho conta com muitos amigos e colaboradores de longa data de Burns e Steiner, incluindo: Eileen Myles, Ashland Mines e Wu Tsang. Concluído em 2010, Community Action Center ficou em 20.º lugar na lista das “25 obras de arte que definem a era contemporânea” do New York Times em 2019, bem como em 18.º lugar na lista das “100 obras de arte que definiram a década” da Artnet em 2020. A revista Cliff Notes on Community Action Center foi publicada juntamente com o filme em 2010 pela Taxter & Spengemann e pela Horton Gallery, incluindo um ensaio original de Litia Perta e trechos de vários meios de comunicação e textos que inspiraram a obra, incluindo trabalhos de Monique Wittig, Jack Smith, Angela Carter, Audre Lorde, Jean Genet e outros. Community Action Center faz parte das coleções públicas do MoMA e da Julia Stoschek Foundation, e distribuído pela Video Data Bank em Chicago, Illinois.

## Trabalhos recentes
O ano de 2012 marcou uma virada na prática de Burns, que passou de trabalhar principalmente em projetos colaborativos, organizações artísticas e design gráfico para uma prática mais pública como artista de estúdio e educadora. Durante esse período, Burns começou a refinar sua perspectiva como escultora, videasta, pesquisadora e escritora. O trabalho de Burns se orienta em torno da investigação formal e material da relação entre estruturas ecológicas, sociais e políticas, com interesse particular em temas relacionados a hierarquias econômicas, meio ambiente e ecologia, animacidade, gênero e sexualidade. Em seu trabalho, Burns experimenta metáforas linguísticas e materiais para considerar como as hierarquias de poder se manifestam na linguagem e na socialidade.

### Esculturas e murais
As esculturas de Burns frequentemente apresentam materiais industriais, incluindo aço jateado e revestido a pó, e processos que exploram a poética da decadência, destruição e renascimento. Na série The Dispossessed (2018), encomendada pela FRONT International: Trienal de Arte Contemporânea, e Known/Unknown (2016), a artista explora criticamente o confinamento e as fronteiras, dobrando e inserindo texto em cercas. Desde 2017, Burns vem produzindo esculturas para sua série Depleted Figures, na qual ela dobra telas de aço e vergalhões em formas semelhantes a figuras que parecem quase desenhos lineares no espaço. Cada figura inclui somente as extremidades — mãos e/ou pés — representadas literalmente em concreto ou de forma mais abstrata por meio de moldes e objetos domésticos prontos. Como figuras, elas carecem de uma totalidade ou de um corpo verdadeiro, restando somente a estrutura esquelética. Essas obras representam condições corporais exaustivas, nas quais o trabalho (como no parto e na força de trabalho) é tratado como um recurso extrativo no capitalismo tardio. Burns também produz colagens, fotografias e relevos esculturais.
Em sua série Disturbed Mirror (2019–2023), Burns perfura e pontua vidro moldado à mão com vários materiais. O vidro é então revestido com nitrato de prata — um material tradicionalmente aplicado em finas folhas de vidro para criar a superfície refletiva dos espelhos. Esses relevos espelhados são criados por meio de uma interação entre o vidro derretido e materiais que entram em combustão (como luvas de couro, jeans velhos, corda, pinhas e sacos de papel), deixando uma marca fantasmagórica. O carbono da combustão e materiais como cobre, pedras e areia toleram o calor extremo e ficam incrustados no vidro. Transformando-se além de sua função como reflexo do olhar narcisista do humanismo, esses espelhos iluminam a tensão de uma cosmologia interior da vida material.

### Instalações de áudio e vídeo
Burns frequentemente instala componentes de vídeo e áudio em suas exposições, além de criar videoinstalações independentes. Essas obras envolvem extensa pesquisa e colaboração, e exploram temas interligados, incluindo ecologia, sexualidade, instituições e poder. Burns considera as obras de áudio e vídeo como esculturas baseadas no tempo, instalando obras para interagir com o ambiente da exposição de maneiras específicas. Essa é uma das muitas táticas que Burns usa para chamar a atenção para a experiência perceptiva e experiencial do espectador e, portanto, frequentemente intervém nos ambientes de exposição para questionar noções preconcebidas sobre arquitetura e ambientes construídos, as hierarquias de informação e percepção que o espectador pode experimentar.
Os projetos de vídeo incluem Touch Parade (2011), uma instalação de 5 canais que explora a cultura fetichista e a assimilação da sexualidade marginalizada na Internet, Survivor’s Remorse (2018), uma instalação de 9 canais encomendada pelos Museus de Arte de Harvard que toma a vida e a arte de David Wojnarowicz como ponto de partida para examinar a distribuição desigual de valor entre os corpos vivos dos artistas e os corpos de trabalho que eles produzem, e Untitled (eclipse) (2019), um filme mudo em 16 mm rodado no Nebraska durante o eclipse solar de 21 de agosto de 2017. Esta obra é frequentemente instalada com o disco de vinil Leave No Trace, uma banda sonora interativa para a peça. Este disco também foi exibido sozinho, ou com um poema também intitulado Leave No Trace, que Burns exibe através da fresagem CNC, é um processo de usinagem que utiliza máquinas controladas por computador para remover material de uma peça de trabalho com ferramentas de corte rotativas, criando formas e acabamentos precisos do texto na superfície das paredes do espaço expositivo.

### Negative Space(2015-2023)
Trabalhando por mais de uma década, Burns concluiu Negative Space, uma série de instalações de vídeo multicanal que compõem uma epopeia em quatro partes, em 2023. Por meio de um processo de evocação e desconstrução de situações estereotipadas de um personagem da ficção científica, a obra questiona as inclinações antropocêntricas, propondo que na mudança de percepção — como definimos, conhecemos e organizamos a vida — reside o potencial para alterar a construção do nosso mundo. Cada vídeo é uma obra não linear e poética estruturada em torno de um sistema físico: vazio, corpo, terra e água, respectivamente.
O episódio de abertura, A Smeary Spot, foi produzido com o apoio do Prêmio de Artes Visuais da Creative Capital Foundation e estreou na Participant Inc., Nova Iorque, em 2015. O segundo episódio, Living Room, estreou em 2017 no Novo Museu de Arte Contemporânea, em Nova Iorque, quando Burns era artista residente na temporada de pesquisa e desenvolvimento da primavera de 2017 do Novo Museu. Em 2019, a terceira obra, Leave No Trace, estreou na Julia Stoschek Collection em Düsseldorf, Alemanha, produzida com o apoio do EMPAC no Rensselaer Polytechnic Institute, em Troy, Nova Iorque. O episódio final, What is Perverse is Liquid, estreou na Wexner Center for the Arts, em Columbus, Ohio, em 2019, produzido com o apoio da Fundação Guggenheim, quando Burns era bolsista Guggenheim em Belas artes em 2021. Essas instalações levantam questões sobre a relação entre o uso do solo, a fragilidade ambiental, as narrativas históricas e a produção sistêmica de experiências marginalizadas. Negative Space conta com artistas da comunidade de artistas, coreógrafos e músicos de Burns, incluindo: Will Rawls, Keyon Gaskin, Shannon Funches, Savannah Knoop, Nic Kay, Naylnd Blake, Jen Rosenblit, Niv Acosta, Clara Lopez Menendez, Marcelo Gutierrez, Lee Relvas, Monica Mirabile, Marbles Jumbo Radio, A.L. Steiner e outros. Cada obra tem trilha sonora do artista Geo Wyeth. A obra concluída foi exibida como parte da exposição retrospectiva “Of space we are...” no Wexner Center for the Arts, Universidade Estadual de Ohio, Columbus, Ohio, em 2023. A Dancing Foxes Press e o Wexner Center for the Arts copublicaram a monografia A.K. Burns: Negative Space, com a exposição. O livro inclui textos de CA Conrad, Mel Y. Chen, Aruna D’Souza, Megan Hicks, Simone White, bem como uma conversa entre A.K. Burns e Karen Archey.

## Artigos e publicações
- A.K. Burns: Negative Space[27]
  - Monografia publicada após a conclusão da épica série de quatro vídeos de ficção científica, Negative Space, e por ocasião da primeira exposição completa da obra em “Of space we are…” no Wexner Center for the Arts da Universidade Estadual de Ohio, em Columbus, Ohio. Inclui textos de CA Conrad, Mel Y. Chen, Aruna D’Souza, Megan Hicks, Simone White, bem como uma conversa entre A.K. Burns e Karen Archey. Editado por Karen Kelly e Barbara Schroeder e publicado pela Dancing Foxes Press, Brooklyn, Nova Iorque, e pelo Wexner Center for the Arts, Columbus, Ohio. Publicado em 2023.
- Zero: A.K. Burns on Nancy Holt[28]
  - Este livro é baseado em uma palestra sobre Nancy Holt originalmente apresentada na série Artists on Artists Lecture Series da Dia Art Foundation, Dia:Chelsea, Nova Iorque, em 27 de novembro de 2018. Burns leu um texto acompanhado de uma apresentação de slides performática, que mais tarde foi publicada como um livro pela Callicoon Fine Arts. Publicado em 2019.
- Randy Revista e livro[15]
  - Iniciado em 2009 como um projeto editorial e curatorial, Randy produziu quatro edições. Clark Solack Burns e Sophie Morner foram coeditoras das edições 3 e 4. Randy foi um projeto transfeminista intencionalmente irregular que celebrava a política da arte, da sexualidade e da estética. Randy 2010-2013, uma publicação que reúne todas as quatro edições, foi lançada em 2016. Randy foi publicado pela Capricious Publishing.
- Community Action Center Zine[29]
  - Impresso em conjunto com o lançamento do longa-metragem Community Action Center. Inclui ensaio de Litia Perta, editado e compilado com A.L. Steiner.
- Burns publicou artigos em revistas como Out Magazine, Photoworks: Photography, Art, Visual Culture e ARTFORUM, e contribuiu com ensaios para publicações como Taylor Davis: One Day at a Time, publicada pela Arbor Press, e The Little Joe Club House Reader, editada por David Edgar e Sam Ashby e publicada pela Ditto Press.

## Prêmios e bolsas de estudo
- 2023: Prêmio Berlim, Membro da Academia Americana, Berlim, Alemanha[3]
- 2021: Bolsista Guggenheim em Belas Artes, Nova Iorque;[4] American Academy of Arts and Letters, Art Awards Purchase Program, New York[30]
- 2018: NYSCA/NYFA Membro da Arte Interdisciplinar[31]
- 2017: BMW Art Journey Award Shortlist, Art Basel Miami, Miami, FL;[32] EMPAC Commission & Residency, Experimental Media and Performing Arts Center at Rensselaer Polytechnic Institute, Troy, New York;[33] Artist-in-Residence, New Museum Spring 2017 Research and Development Season, Nova Iorque[34]
- 2016: Radcliffe Fellow, no Radcliffe Institute for Advanced Studies na Universidade Harvard, Cambridge[35]
- 2015: Creative Capital Foundation Visual Arts Award, Nova Iorque[36]
- 2011: Residency, Fire Island Artists Residency, Cherry Grove, FI,[37]
- 2010: Artist-in-Residence, Recess Activities Inc.,Nova Iorque[12]